# Шкала Янка

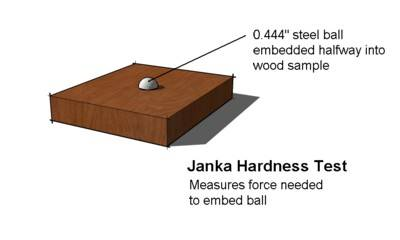
Ілюстрація методу оцінки твердості за шкалою Янка

Шкала́ Янка  — шкала, що використовується для оцінки твердості деревини. Метод оцінки полягає у визначенні сили, необхідної для впровадження сталевої кульки діаметром 11,28 мм (0,444 дюйма) в деревину на глибину, що дорівнює половині її діаметра. Діаметр таким було обрано, щоб площа круга відбитку у плані становила 100 мм².

## Історична довідка
В оригінальному тесті Янка, результати виражались в одиницях тиску (напружень), але коли ASTM International (англ. American Society for Testing and Materials) було стандартизовано випробування (ASTM D1037-99, попередній випуск опубліковано у 1922 році, вперше офіційно прийнятий у 1927), у стандарт заклали вираження результатів в одиницях сили.
Методику випробування на твердість розробив австрієць Габрієль Янка (Gabriel Janka, 1864—1932), котрий займався проблемами пружності і твердості різних порід деревини.

## Використання методу
Результати вимірювань за методом Янка у різних національних стандартах подаються по-різному, що може призвести до плутанини, особливо коли фактична назва одиниці, що використовуються, часто не додається. Наприклад: у США вимірювання ведеться у фунт-силах (lbf), у Швеції в кілограм-силах (кгс), а в Австралії у ньютонах (Н) чи кілоньютонах (кН). Іноді результати розглядаються як своєрідні одиниці типу "660 Janka".
В Україні метод Янка регламентується ГОСТ 16483.17–81, де значенням твердості є відношення сили втискування кульки радіусом 5,64 мм до:
- площі її поперечного перерізу (100 мм²) для випадку заглиблення, рівному радіусу кульки;
- 0,75 площі її поперечного перерізу при заглибленні величиною 2,82 мм (половина радіуса).

У цьому випадку твердість вимірюється у Н/мм².
Твердість, визначена за методом Янка характеризує здатність деревини протистояти вм'ятинам та зносу. Цей метод залишає відбитки на поверхні зразків. При визначенні твердості розглядають прикладання зусилля поперек та уздовж волокон деревини.
Значення твердості за шкалою Янка для деяких видів деревини
| Древина                        | Значення за шкалою Янка (в фунт-силах) | Значення у Н/мм² |
| ------------------------------ | -------------------------------------- | ---------------- |
| Залізне дерево                 | 4500                                   | 200              |
| Лапачо                         | 3640                                   | 162              |
| Червоний горіх                 | 2450                                   | 109              |
| Бразильська вишня (ятоба)      | 2350                                   | 105              |
| Мескітове дерево               | 2345                                   | 105              |
| Червоне дерево (сансус)        | 2200                                   | 98               |
| Західноавстралійський евкаліпт | 1910                                   | 85               |
| Амарант                        | 1860                                   | 83               |
| Австралійський горіх           | 1820                                   | 81               |
| Африканський падук             | 1725                                   | 77               |
| Бразильський горіх             | 1650                                   | 73               |
| Венге                          | 1630                                   | 72,5             |
| Клен канадський                | 1450                                   | 64,5             |
| Бамбук                         | 1380                                   | 61,4             |
| Дуб білий                      | 1360                                   | 60,5             |
| Ясен                           | 1320                                   | 58,7             |
| Американський бук              | 1300                                   | 58               |
| Червоний дуб                   | 1290                                   | 57,4             |
| Жовта береза                   | 1260                                   | 56               |
| Сосна                          | 1225                                   | 54,5             |
| Чорний горіх                   | 1010                                   | 45               |
| Чорна вишня                    | 950                                    | 42,3             |
| Ялина Дугласа                  | 660                                    | 29,4             |

Складність обробки деревини не завжди характеризується показником за шакалою Янка. Наприклад маслянисту деревину з високим показником твердості обробляти значно легше ніш не таку тверду суху деревину.